# Ante Marković
Ante Marković (ur. 25 listopada 1924 w Konjicu, zm. 28 listopada 2011 w Zagrzebiu) – inżynier elektrotechnik, polityk chorwacki i jugosłowiański, premier SFRJ.

## Życiorys
W 1954 ukończył elektrotechnikę na Uniwersytecie Zagrzebskim.
W latach 1980–1986 był premierem, a następnie do maja 1988 r. prezydentem Socjalistycznej Republiki Chorwacji. Od 16 marca 1989 r. był premierem Socjalistycznej Federacyjnej Republiki Jugosławii. 20 grudnia 1991 r. protestując przeciwko projektowi budżetu zakładającemu kontynuowanie wojny, podał się do dymisji i wycofał z polityki.
Po złożeniu dymisji wyjechał do Austrii. W Grazu założył firmę zajmującą się konsultingiem biznesowym. Doradzał firmom (m.in. w Kazachstanie) oraz rządowi Macedonii. W 2005 roku założył w Sarajewie firmę deweloperską „Tehel” budującą elektrownie wodne oraz budynki mieszkalne w Sarajewie. Zmarł nagle podczas snu w Zagrzebiu, dzień przed planowanym wyjazdem z Zagrzebia do Sarajewa.
Uroczysta kremacja odbyła się 1 grudnia 2011 r. na Cmentarzu Mirogoj w Zagrzebiu, a pogrzeb w Dubrowniku.